# Gvulot
Gvulot (גְּבוּלוֹת) est un kibboutz créé en 1943.

## Histoire
Gvulot est fondé par des personnes venant de Roumanie et de Turquie.